# Mellon Arena
Mellon Arena var en inomhusarena i Pittsburgh, Pennsylvania, USA. Den invigdes 1961 och var fram till 1999 känd som The Pittsburgh Civic Arena. Arenan var hem för NHL-laget Pittsburgh Penguins och var NHL:s äldsta arena när den revs 2012. Vid ishockeymatcher tog den in 17 132 sittande åskådare.
Tidigare har lag som Pittsburgh Hornets (ishockey, AHL), Pittsburgh Rens, Pittsburgh Pipers och Pittsburgh Condors (basket), Pittsburgh CrosseFire (lacrosse) och Pittsburgh Spirit (inomhusfotboll) spelat här. 
En del scener ur filmen Sudden Death från 1995, med bland annat Jean-Claude Van Damme, utspelades i arenan . 
Under 2007 kom Pittsburgh Penguins och staden Pittsburgh överens om att Consol Energy Center skall byggas för 290 miljoner dollar och skall få en kapacitet på 18 500 åskådare. Den nya arenan stod färdig för säsongen 2010-2011.
Kontraktet gick ut med Mellon Financial 2010, så arenan fick tillbaka originalnamnet Civic Arena.
Arenan är riven 2012.

## Referenser

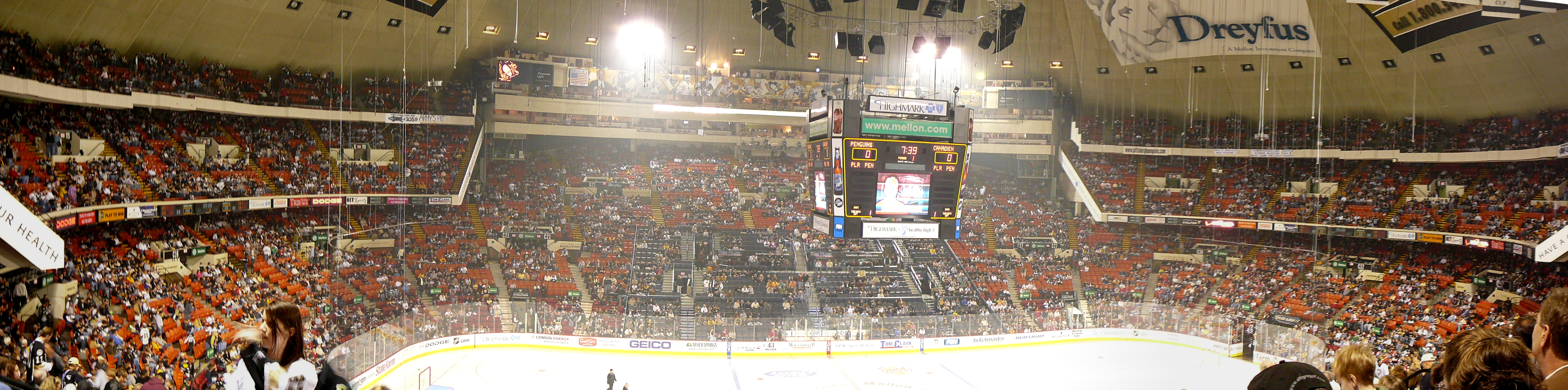
Inifrån Mellon Arena